# Euphorbia gymnocalycioides
Euphorbia gymnocalycioides là một loài thực vật có hoa trong họ Đại kích. Loài này được M.G.Gilbert & S.Carter mô tả khoa học đầu tiên năm 1984.

## Hình ảnh

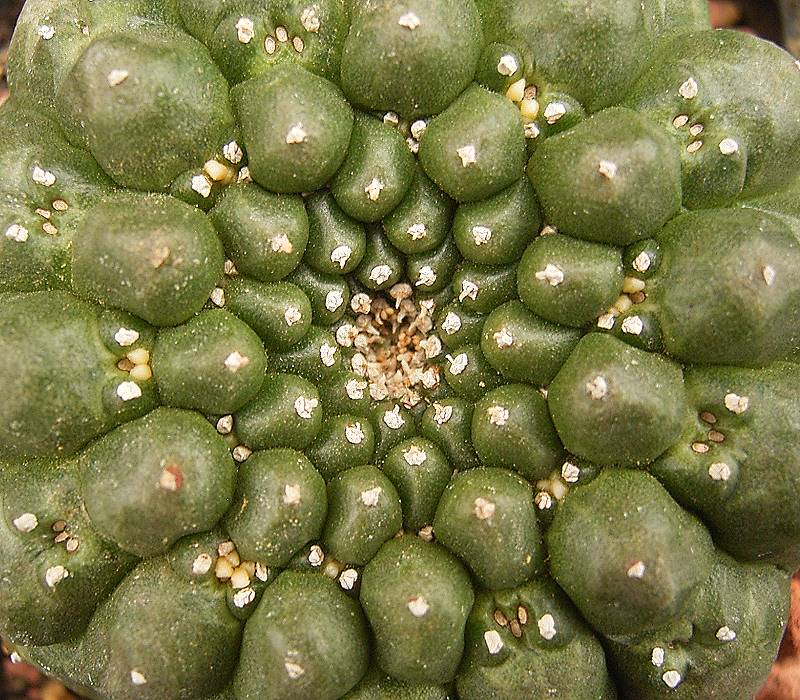
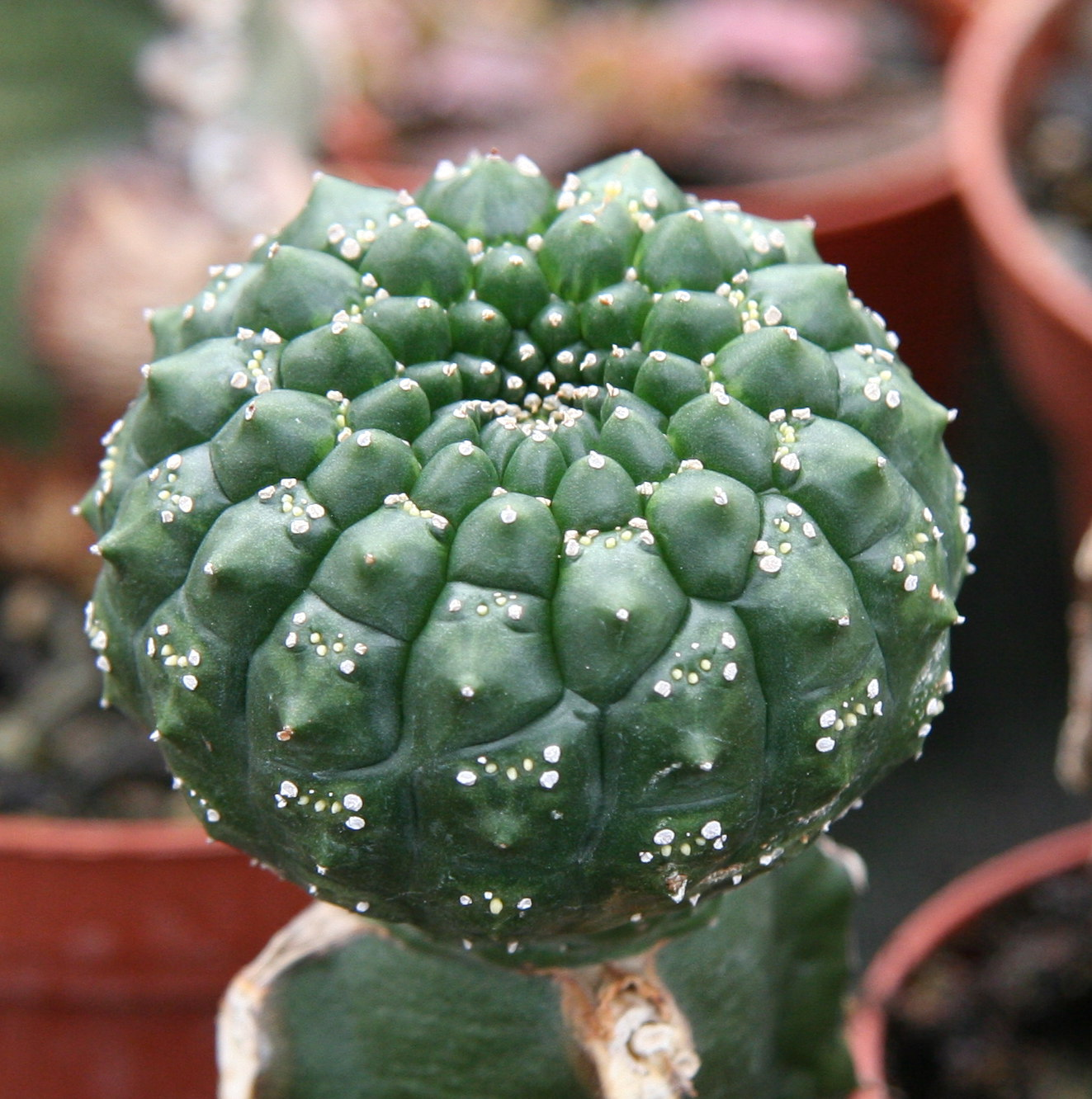